# مارفيلوس إنترتنمنت
مارفيلوس إنترتنمنت (باليابانية: 株式会社 マーベラスエンターテイメント) ، (بالإنجليزية: Marvelous Entertainment)‏ ، هي شركة ألعاب فيديو يابانية وتطوير برامجها، أسست سنة 1997م، وأعلنت إفلاس الشركة بتاريخ 1 أكتوبر 2011م.